# July effect
 (juillet 2021).

Le July effect, ou effet de juillet, parfois appelé phénomène de juillet, est une augmentation perçue du risque d'erreurs médicales et de complications chirurgicales qui se produit en association avec la période de l'année à laquelle les diplômés des facultés de médecine des États-Unis commencent leur résidence. Une période similaire au Royaume-Uni est connue sous le nom de Killing Season ou, plus précisément, de mercredi noir, faisant référence au premier mercredi d'août, lorsque les stagiaires de troisième cycle commencent leurs stages.

## États Unis

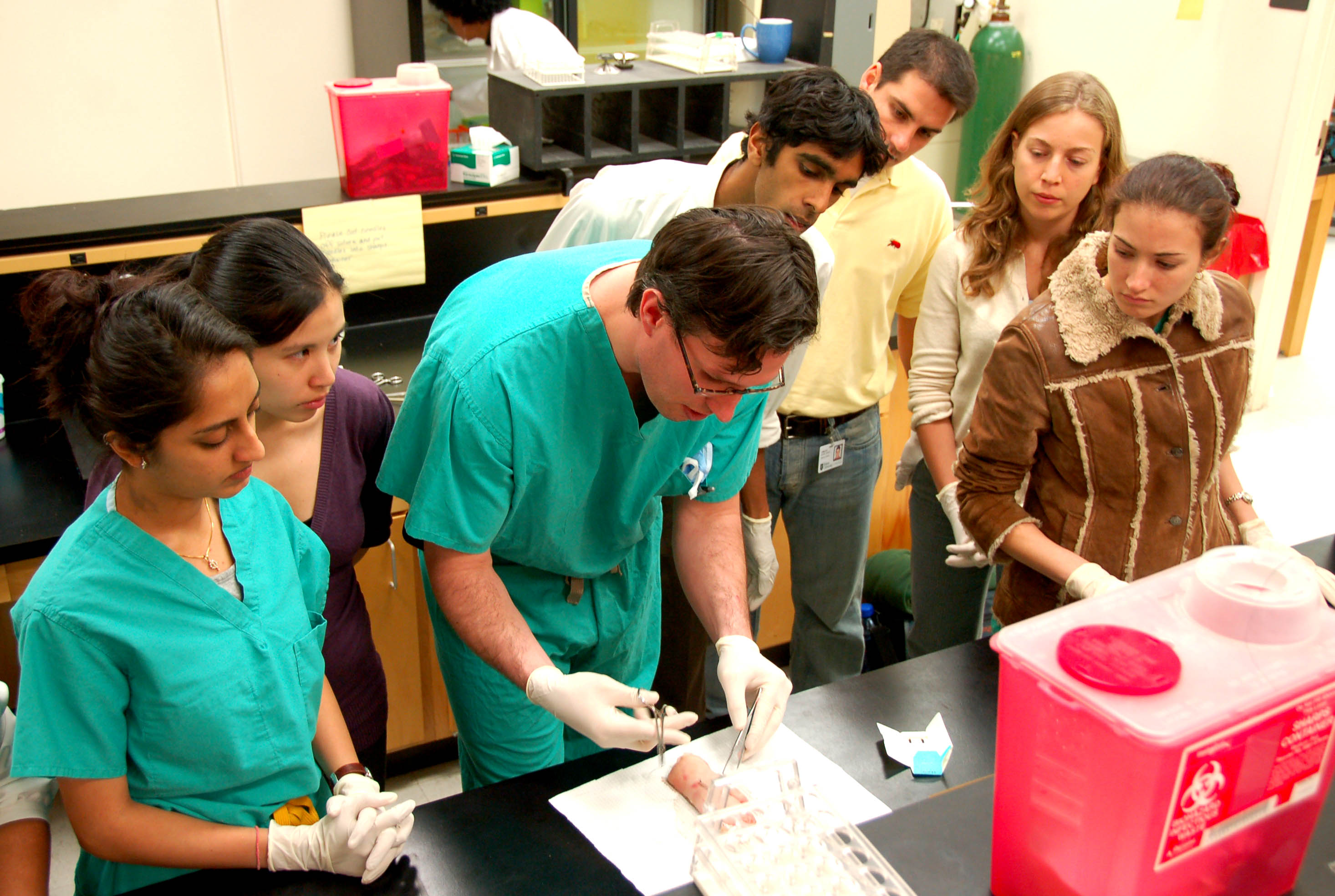
Étudiants en médecine apprenant à faire des points de suture.

Une étude du Journal of General Internal Medicine (en), publiée en 2010, a enquêté sur les erreurs médicales de 1979 à 2006 dans les hôpitaux américains et a constaté que les erreurs de prescription de médicaments ont augmenté de 10 % au cours du mois de juillet dans les hôpitaux universitaires, mais pas dans les hôpitaux voisins,. Les erreurs chirurgicales n'ont pas augmenté, ce qui a conduit à l'hypothèse que les erreurs de médication sont plus faciles à commettre pour les nouveaux membres du personnel parce qu'ils prescrivent des médicaments eux-mêmes sans être contre-vérifiés. L'étude ne disposait cependant pas de données suffisantes pour lier l'augmentation des erreurs aux nouveaux résidents, et une étude plus approfondie devrait être menée afin de déterminer les sources de cette augmentation. Une critique de l'étude suggère que la supervision des nouveaux résidents et les charges de patients dans les hôpitaux universitaires se sont améliorées depuis 1979 et que les résultats peuvent être faussés par l'inclusion de données beaucoup plus anciennes.
D'autres études sur le July effect sont arrivées à différentes conclusions sur l'augmentation du risque d'accident médical, plusieurs études ne trouvant aucun risque augmenté.
- Une revue de la littérature de 2010 publiée dans le Journal of Surgical Education n'a trouvé aucun effet de juillet pour les patients souffrant d'appendicite aiguë[6].
- Une étude de 2010 publiée dans le Journal of Trauma a révélé un risque accru d'erreurs entraînant des complications évitables, mais ces erreurs n'avaient pas d'impact significatif sur la mortalité[7].
- Une étude de 2009 publiée dans le Journal of the American College of Surgeons n'a trouvé aucune différence mois par mois dans le pronostic des polytraumatisés[8],[9].
- Une étude de 2009 publiée dans le Journal of Stroke and Cerebrovascular Diseases n'a trouvé aucune preuve du July effect chez les patients ayant subi un AVC ischémique aigu[10].
- Une étude de 2009 publiée dans le Southern Medical Journal n'a trouvé aucune différence dans la prise en charge médicale des patients atteints de maladies cardiovasculaires aiguës[11].
- Une étude de 2008 publiée dans The American Journal of Surgery n'a trouvé aucune différence saisonnière dans les résultats pour les patients de chirurgie cardiaque[12].
- Une étude de 2007 publiée dans Annals of Surgery a révélé une variation saisonnière significative des résultats chirurgicaux, avec une augmentation de la morbidité et de la mortalité postopératoires associée au début de l'année scolaire médicale[13].
- Une étude de 2006 dans le Journal of Neurosurgery: Pediatrics a révélé une légère augmentation des risques associés à la chirurgie de dérivation du liquide céphalo-rachidien chez les enfants au cours des mois de juillet et d'août[14].
- Une étude de 2003 dans Obstetrics & Gynecology n'a trouvé aucun effet de juillet dans les interventions obstétricales[15].
- Une revue systématique de 2011 dans Annals of Internal Medicine a révélé que lors des changements de fin d'année, la mortalité hospitalière augmente et l'efficacité hospitalière diminue[16].
- Une étude de 2016 de Thiels et al. dans JAMA Surgery n'a trouvé aucune preuve de l'effet de juillet dans les résultats de l'expérience du patient chez les patients chirurgicaux.
- Une étude de 2019 de la Yale School of Medicine n'a trouvé aucune différence dans la morbidité ou la mortalité après les interventions de Whipple effectuées en juillet par rapport au reste de l'année universitaire[17].

## Royaume-Uni
En Grande-Bretagne, il y a un afflux de nouveaux médecins au sein du National Health Service (NHS) chaque mois d'août, et cette période est associée à une augmentation des erreurs médicales. Le phénomène a été reconnu par le professeur Sir Bruce Keogh, directeur médical du NHS. Le terme « Killing Season » trouve son origine dans la série dramatique médicale britannique de 1994 Cardiac Arrest écrite par Jed Mercurio (sous le pseudonyme de John MacUre). Dans un épisode diffusé pour la première fois sur BBC1 le 5 mai 1994, le personnage du Dr Claire Maitland console un nouveau résident qui vient de commettre une erreur fatale avec ces mots: « Tu sors de la faculté de médecine en ne connaissant rien. Pas étonnant qu'août soit la saison des tueries. Nous tuons tous quelques patients pendant que nous apprenons. »
Le jour où les jeunes médecins commencent à travailler a également été surnommé le « mercredi noir » parmi le personnel du NHS. Une étude de 2009 de l'Imperial College de Londres sur les dossiers de 300 000 patients dans 170 hôpitaux entre 2000 et 2008 a révélé que les taux de mortalité étaient 6 % plus élevés le mercredi noir que le mercredi précédent. L'étude a également révélé que généralement moins de patients se sont rendus aux urgences le premier mercredi d'août que la semaine précédente.